# Arienzo
Arienzo é uma comuna italiana da região da Campania, província de Caserta, com cerca de 5.195 habitantes. Estende-se por uma área de 14 km², tendo uma densidade populacional de 371 hab/km². Faz fronteira com Forchia (BN), Moiano (BN), Roccarainola (NA), San Felice a Cancello, Sant'Agata de' Goti (BN), Santa Maria a Vico.

## Demografia
| Variação demográfica do município entre 1861 e 2011                               |
|                                                                                   |
| Fonte: Istituto Nazionale di Statistica (ISTAT) - Elaboração gráfica da Wikipedia |